# Касас-де-Хуан-Нуньєс
Касас-де-Хуан-Нуньєс (ісп. Casas de Juan Núñez) — муніципалітет в Іспанії, у складі автономної спільноти Кастилія-Ла-Манча, у провінції Альбасете. Населення — 1410 осіб (2010).
Муніципалітет розташований на відстані близько 230 км на південний схід від Мадрида, 29 км на північний схід від Альбасете.

## Демографія
Динаміка населення (INE ):

## Галерея зображень

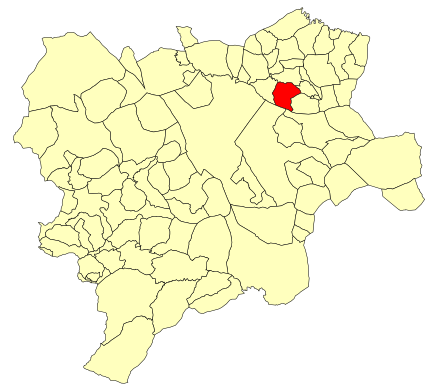
Розташування муніципалітету у провінції Альбасете
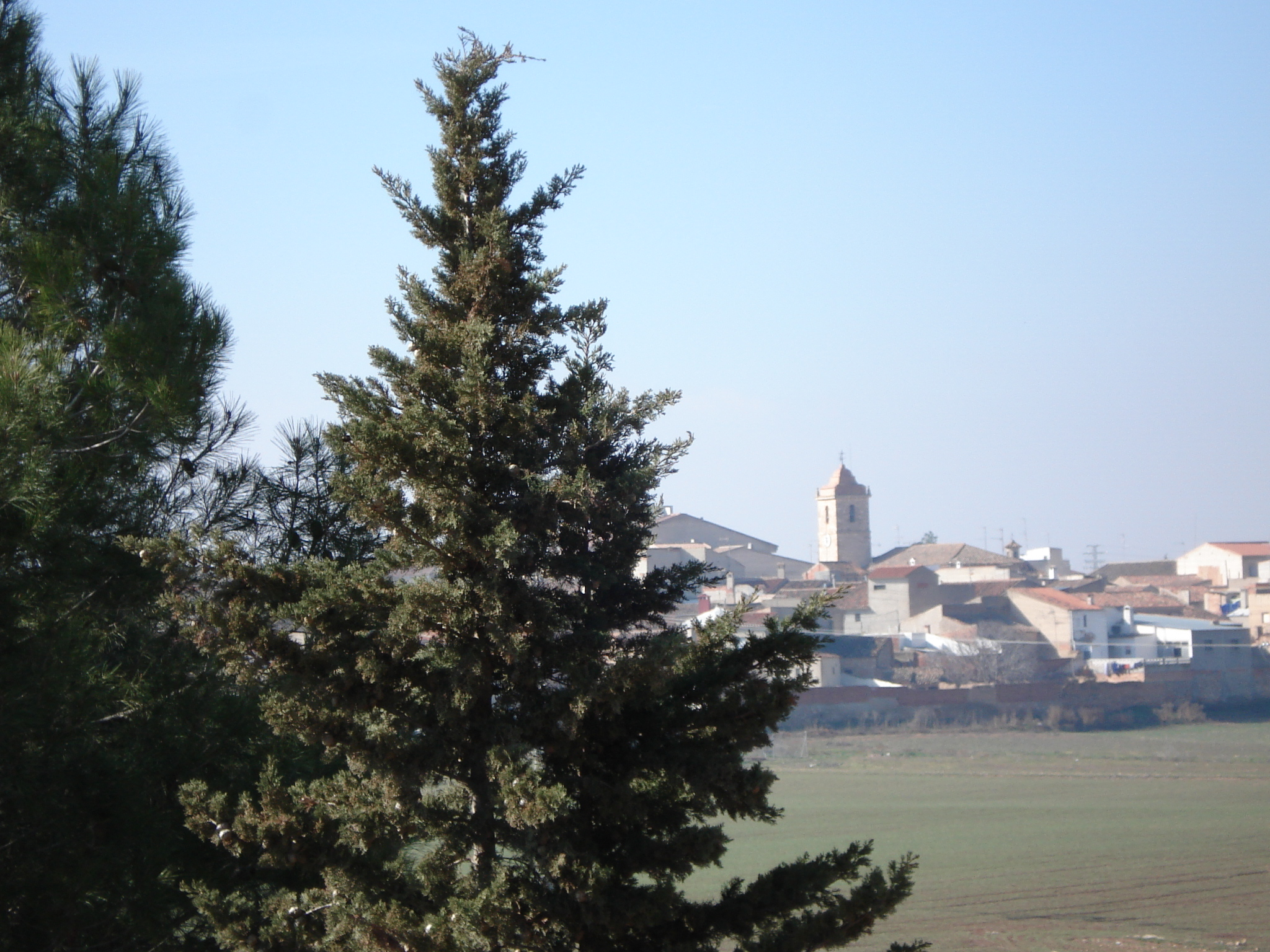
Касас-де-Хуан-Нуньєс